# Helianthus gracilentus
Helianthus gracilentus — вид квіткових рослин з родини айстрових (Asteraceae).

## Біоморфологічна характеристика
Це багаторічник 60–200 см. Стебла (червонуваті чи багряні) прямі, запушені. Листки стеблові; всі чи переважно протилежні; листкові ніжки 0–3 см; листкові пластинки від ланцетних до ланцетно-яйцюватих, 5–11 × 2–3.5 см, абаксіальні (низ) поверхні щетинисті залозисто-крапкові; краї цілі чи пилчасті. Квіткових голів 1–5. Променеві квітки 13–21; пластинки 15–25 мм (абаксіально залозисто-крапчасті). Дискові квітки 50+; віночки 5–6 мм, частки червонуваті; пиляки червонувато-коричневі. Ципсели 3–4 мм, голі. 2n = 34. Цвітіння: пізня весна — осінь.

## Умови зростання
США (Каліфорнія), Мексика (пн. Нижня Каліфорнія). Населяє сухі схили; 0–1800 метрів.